# Татарка (Новосибірська область)
Татарка (рос. Татарка) — село у Черепановському районі Новосибірської області Російської Федерації.
Входить до складу муніципального утворення Татарська сільрада. Населення становить 64 особи (2010).

## Історія
Згідно із законом від 2 червня 2004 року органом місцевого самоврядування є Татарська сільрада.

## Населення
| 2002 | 2007 | 2010 |
| ---- | ---- | ---- |
| 140  | ↘130 | ↘64  |